# Шанталь Шоде де Сілан

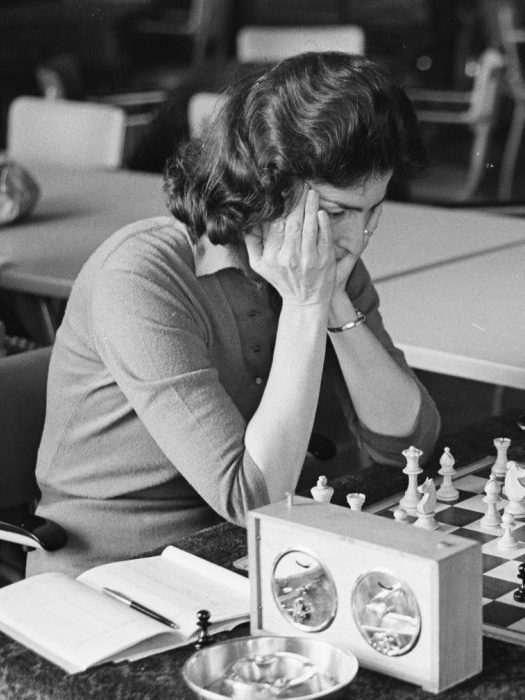
Шанталь Шоде де Сілан, 1962 рік

Шанталь Шоде де Сілан (9 березня 1919, Версаль — 5 вересня 2001, Грасс) — французька шахістка і піонерка жіночих шахів, міжнародна майстриня від 1950 року.
Навчилася грати в шахи, коли їй було дев'ять, разом із братом Бароном де Сіланом, який згодом став сильним любителем. 1932, у 13 років, взяла участь у своєму першому чемпіонаті Франції з шахів серед жінок. 1936 року, в 17 років, виграла свій перший чемпіонат.
1939 року одружилася з Бернардом Шоде і поїхала за ним до Марокко через Другу світову війну. 1942 року вони повернулися до Франції й незабаром приєдналися до руху опору.
У 1949-50 роках представляла Францію на московському турнірі, який мав вирішити, хто стане наступницею Віри Менчик як чемпіонки світу. Шанталь Шоде де Сілан лідирувала впродовж значної частини турніру, але наприкінці втомилася й зрештою поділила 5-7-ме місце серед 16-ти гравчинь. Хоча вона мусила піклуватися про чотирьох дітей, але знову брала участь у жіночих чемпіонатах світу 1952 та 1955 років (Москва), а потім 1961 року (у Врняцькій Бані), поділивши відповідно 8-10-те, 10-13-те і 12-14-те місця. Входила до складу національної збірної Франції на 9-й шаховій олімпіаді (чоловічій), що проходила в Дубровнику в 1950 році, і стала першою жінкою, яка взяла участь у цьому змаганні. Вона також стала першою жінкою, яка коли-небудь брала участь у чемпіонаті Франції з шахів (чоловіча секція), посівши сьоме місце 1947 року. Її поділене третє місце 1951 року дотепер залишається найкращим результатом серед жінок на чемпіонаті Франції. Брала участь у жіночій Шаховій олімпіаді 1957.
1970 року, невдовзі після відставки Жанни Ле Бей-Таїлі, Шанталь Шоле де Сілан очолила паризький шаховий клуб Каїса. Вона добровільно керувала ним понад 30 років; за той час клуб виховав кілька молодих талантів, які згодом стануть сильними гросмейстерами, як-от Олів'є Рене, Елої Реланж, Мануель Апіселла, Ігор Натаф та Жоель Лотьє.
ФІДЕ надала їй звання міжнародної майстрині, коли запровадила цей титул 1950 року, а пізніше (почесного) звання гросмайстрині (1990).